# Univerza v Glasgowu
Univerza v Glasgowu (okrajšano kot Glas; škotskogelsko Oilthigh Ghlaschu) je javna raziskovalna univerza v Glasgowu na Škotskem. Ustanovljena s papeško bulo leta 1451 [O.S. 1450], je četrta najstarejša univerza v angleško govorečem svetu in ena od štirih starodavnih škotskih univerz. Skupaj z univerzami St Andrews, Aberdeen in Edinburg je bila univerza del škotskega razsvetljenstva v 18. stoletju. Glasgow je največja univerza na Škotskem po skupnem številu vpisov in z več kot 19.500 podiplomskimi študenti druga največja v Združenem kraljestvu po vpisu na podiplomski študij.
Tako kot predmoderne univerze je Glasgow prvotno izobraževal študente predvsem iz bogatih okolij; vendar pa je postal pionir v britanskem visokošolskem izobraževanju v 19. stoletju, saj je poskrbel tudi za potrebe študentov iz rastočega mestnega in trgovskega srednjega razreda. Univerza v Glasgowu je služila vsem tem študentom tako, da jih je pripravljala za poklice: pravo, medicino, državno službo, poučevanje in cerkev. Prav tako je usposabljalo manjše, a naraščajoče število za kariere v znanosti in tehniki. Glasgow ima peto največjo dotacijo med vsemi univerzami v Združenem kraljestvu, letni prihodek institucije za obdobje 2022–2023 pa je znašal 944,2 milijona funtov, od tega je bilo 220,7 milijona funtov iz štipendij in pogodb za raziskave, odhodki pa so znašali 827,4 milijona funtov. Je članica Universitas 21, skupine Russell in združenja evropskih raziskovalno intenzivnih univerz.
Univerza je bila prvotno na mestni ulici High Street; od leta 1870 je njegov glavni kampus v Gilmorehillu v mestnem West Endu. Poleg tega so številne univerzitetne stavbe drugje, na primer Veterinarska šola v Bearsdnu in kampus Crichton v Dumfriesu.
Alumni Univerze v Glasgowu vključujejo nekatere glavne osebnosti sodobne zgodovine, vključno z Jamesom Wilsonom, podpisnikom Deklaracije o neodvisnosti Združenih držav Amerike, tremi predsedniki vlad Združenega kraljestva (William Lamb, Henry Campbell-Bannerman in Bonar Law), 3 škotski prvi ministri (Humza Yousaf, Nicola Sturgeon in Donald Dewar), ekonomist Adam Smith, filozof Francis Hutcheson, inženir James Watt, fizik Lord Kelvin, kirurg Joseph Lister skupaj s 4 nagrajenci Nobelove nagrade (skupaj je 8 dobitnikov Nobelove nagrade povezanih z univerzo) in številni dobitniki zlatih olimpijskih medalj, vključno s sedanjo rektorko Dame Katherine Grainger.

## Zgodovina
Univerza v Glasgowu je bila ustanovljena leta 1451 z listino ali papeško bulo papeža Nikolaja V. na predlog kralja Jakoba II., ki je škofu Williamu Turnbullu, diplomantu univerze St Andrews, dala dovoljenje, da mestni stolnici doda univerzo. Je druga najstarejša univerza na Škotskem za St Andrewsom in četrta najstarejša v angleško govorečem svetu. Univerze St Andrews, Glasgow in Aberdeen so bile cerkvene fundacije, medtem ko je bila Edinburška civilna fundacija. Kot ena od starodavnih univerz v Združenem kraljestvu je Glasgow ena od samo osmih institucij, ki podeljuje dodiplomske magisterije iz določenih disciplin.
Univerza je bila brez svoje prvotne Bule od sredine 16. stoletja. Leta 1560 je med političnimi nemiri, ki so spremljali škotsko reformacijo, takratni kancler, nadškof James Beaton, zagovornik marijanske stvari, pobegnil v Francijo. S seboj je na varno vzel številne arhive in dragocenosti stolnice in univerze kot je ceremonialna palica in bulo. Palica je bila vrnjena, arhivi in bula pa ne. Ravnatelj James Fall je 28. avgusta 1690 povedal parlamentarnim komisarjem za vizitacijo, da je videl bulo na Škotskem kolidžu v Parizu, skupaj s številnimi listinami, ki so jih univerzi podelili škotski monarhi od Jakoba II. do Marije, škotske kraljice. Univerza je leta 1738 poizvedovala o teh dokumentih, vendar so jo Thomas Innes in nadrejeni škotskega kolidža obvestili, da izvirnih zapisov o ustanovitvi univerze ni bilo mogoče najti. Če se do takrat niso izgubili, so zagotovo zašli med francosko revolucijo, ko je bil Škotski kolegij ogrožen. Njegovi zapisi in dragocenosti so bili premaknjeni v varno hrambo iz mesta Pariz. Bula ostaja avtoriteta, s katero univerza podeljuje diplome.
Poučevanje na univerzi se je začelo v kapiteljski hiši Glasgowske stolnice, nato pa se je preselilo v bližnji Rottenrow, v stavbo, znano kot Auld Pedagogy. Marija I. je univerzi leta 1563 podelila 5,3 ha zemljišča, ki je pripadalo črnim bratom (dominikancem) na High Street. Do poznega 17. stoletja je bila stavba osredotočena na dve dvorišči, obdani z obzidanimi vrtovi, s stolpom z uro, ki je bil ena od pomembnih značilnosti obzorja Glasgowa – dosegal je višino 43 m – in kapelo, prilagojeno iz cerkve nekdanjega dominikanskega samostana. Ostanke te škotske renesančne stavbe, večinoma dele glavne fasade, so prenesli v kampus Gilmorehill in preimenovali v Pearce Lodge, po sir Williamu Pearceu, ladjedelniškem magnatu, ki je financiral njeno ohranitev. Stopnišče leva in samoroga je bilo prav tako preneseno s stare fakultete in je zdaj pritrjeno na glavno stavbo.
John Anderson, medtem ko je bil profesor naravne filozofije na univerzi, in z nekaj nasprotovanja svojih kolegov, med industrijsko revolucijo uvedel poklicno izobraževanje za zaposlene moške in ženske. Da bi nadaljeval to delo v svoji oporoki, je ustanovil Anderson's College, ki je bil povezan z univerzo, preden se je leta 1964 združil z drugimi institucijami in postal Univerza Strathclyde.
Leta 1973 je Delphine Parrott postala njegova prva profesorica kot Gardinerjeva profesorica imunologije.
Oktobra 2014 je univerzitetno sodišče glasovalo za to, da univerza postane prva akademska ustanova v Evropi, ki se je oddaljila od industrije fosilnih goriv.

## Kampus
Univerza je trenutno razpršena v nekaj kampusih. Glavni je kampus Gilmorehill v Hillheadu. Poleg tega je tu še posestvo Garscube v Bearsdnu, kjer so veterinarska šola, observatorij, bazen za modele ladij in večina športnih objektov univerze, zobozdravstvena šola v središču mesta, oddelek za duševno zdravje in dobro počutje v kraljevi bolnišnici Gartnavel na Great Western Road, Teaching and Learning Center v Univerzitetni bolnišnici Queen Elizabeth in Crichton Campus v Dumfriesu (ki ga skupaj upravljajo Univerza v Glasgowu, Univerza zahodne Škotske in Open University).
Center odličnosti za slikanje (ICE) je bil odprt v univerzitetni bolnišnici Queen Elizabeth 29. marca 2017, vključno s cono kliničnih inovacij, ki obsega 11.000 kvadratnih čevljev (1000 m²) prostora za sodelovanje za raziskovalce in industrijo.

### High Street
Začetna nastanitev univerze, vključno z Glasgowsko univerzitetno knjižnico, je bila del kompleksa verskih zgradb na območju Glasgowske stolnice. Leta 1460 je univerza prejela zemljišče od Jakoba, Lorda Hamiltona, na vzhodni strani High Street, neposredno severno od cerkve Blackfriars, na katerem je imela svoj dom naslednjih štiristo let. Sredi 17. stoletja je bila stavba Hamilton nadomeščena z zelo veličastno stavbo z dvema dvoriščema z okrašenim zahodnim pročeljem, ki gleda na High Street, imenovano Nova Erectio ali Nova stavba. Ta fundacija na splošno velja za eno najlepših stavb iz 17. stoletja na Škotskem. Okrašeni fragmenti iz nje, vključno s celotnim zunanjim stopniščem, so bili rešeni in vgrajeni v njeno zamenjavo iz 19. stoletja. V najbolj prodajanem romanu siraWalterja Scotta iz leta 1817 Rob Roy, ki se dogaja v času jakobitske vstaje leta 1715, se glavni lik bori v dvoboju na zemljišču New Buildinga, preden tekmovanje prekine Rob Roy MacGregor.
V naslednjih stoletjih sta se velikost in obseg univerze še povečevali. Leta 1757 je bil zgrajen observatorij Macfarlane in kasneje prvi javni muzej na Škotskem, Hunterian. Bila je središče škotskega razsvetljenstva in nato industrijske revolucije, njena širitev na High Street pa je bila omejena. Območje okoli univerze je nazadovalo, ko so se premožni prebivalci selili proti zahodu s širitvijo mesta in prenaseljenostjo bližnje okolice z manj premožnimi prebivalci. Prav to hitro naseljevanje območja je bilo glavni katalizator migracije univerze proti zahodu.

### Gilmorehill
Leta 1870 se je univerza preselila na (tedaj novo) lokacijo na Gilmorehillu v zahodnem delu mesta, približno 5 km zahodno od svoje prejšnje lokacije, obdano z velikim meandrom reke Kelvin. Prvotno mesto na High Streetu je bilo prodano City of Glasgow Union Railway in nadomeščeno z univerzitetnim skladiščem blaga. Novozgrajeni kampus je zasnoval sir George Gilbert Scott v slogu neogotike. Največja od teh stavb je v veliko večjem obsegu ponovila dvojno štirikotno zasnovo prvotnega kampusa High Street in je morda navdihnila Ypresova poznosrednjeveška platna; Gilmorehill pa je navdihnil zasnovo kompleksa stavb Clocktower za novo Univerzo v Otagu na Novi Zelandiji. Leta 1879 je sin Gilberta Scotta, Oldrid, dokončal to prvotno vizijo z izgradnjo odprtega podkrožja, ki tvori dva štirikotnika, nad katerima je njegova veličastna dvorana Bute (uporablja se za izpite in diplomske slovesnosti), poimenovana po donatorju, Johnu Crichton-Stuartu, 3. markizu od Bute. Oldrid je pozneje značilnemu gotskemu zvoniku stavbe leta 1887 dodal zvonik, s čimer je dosegel skupno višino približno 85 metrov. Lokalna obloga iz peščenjaka Bishopbriggs in gotska zasnova zunanjosti stavbe nasprotujeta modernosti njene viktorijanske konstrukcije; Scottova stavba je zgrajena na takrat najsodobnejši konstrukciji iz kovičenega železa, ki podpira lahko streho z lesenimi tramovi. Stavba je tudi drugi največji primer neogotske arhitekture v Britaniji, takoj za Westminstrsko palačo. Ilustracija glavne stavbe, ki je bila prej predstavljena na hrbtni strani bankovcev za 100 GBP, ki jih je izdala banka Clydesdale Bank.

### Kapela
Univerzitetna kapela je bila zgrajena kot spomenik 755 sinovom univerze, padlim v prvi svetovni vojni. Zasnoval jo je sir John Burnet, dokončana je bila leta 1929 in posvečena 4. oktobra. Na ploščah na steni za obhajilno mizo so zapisana imena padlih, na drugih tablicah poleg sedilij pa je zapisanih 405 članov univerzitetne skupnosti, ki so dali svoja življenja v drugi svetovni vojni. Večina oken je delo Douglasa Strachana, čeprav so bila nekatera dodana z leti, vključno s tistimi na južni steni, ki jih je ustvaril Alan Younger.
V kapeli potekajo dnevna bogoslužja v času semestra, pa tudi sezonski dogodki. Pred božičem je zadnja nedelja v semestru bogoslužje devetih lekcij in kolednikov, na božični večer pa straža. Diplomanti, študenti, zaposleni in otroci zaposlenih imajo pravico do porok v kapeli, ki se uporablja tudi za krste in pogrebe. Civilne poroke in civilna partnerstva se lahko blagoslovijo v kapeli, čeprav se po zakonih Združenega kraljestva tam ne smejo opraviti.
Trenutni kaplan univerze je prečasni Stuart MacQuarrie, univerza pa imenuje častne kaplane drugih veroizpovedi.